# Benguela
Benguela (São Felipe de Benguela) je hlavní město stejnojmenné provincie v Angole. Leží na západě země 420 km (600 km po silnici) na jih od hlavního města Luanda.
Město bylo založené roku 1617 u Portugalcem Manuelem Cerveira Pereirou, guvernérem Angoly v letech 1604-1607. V minulosti bylo jedním z obchodních měst s otroky.
Benguelské letiště je důležité pro zdejší dopravu. V současnosti ho však svým významem překonalo nové letiště postavené ve městě Catumbela, ležícím mezi městy Lobito a Benguela, původně jako vojenské. Nyní po skončené občanské válce se využívá jako civilní.